# Gustaaf Van Roosbroeck
Gustaaf Van Roosbroeck (Hulshout, 16 de maig de 1948) és un ciclista belga, ja retirat, que fou professional entre 1969 i 1981.
En el seu palmarès destaca una victòria d'etapa al Giro d'Itàlia de 1973, els Tres dies de La Panne de 1979 i algunes clàssiques, com la Nokere Koerse, l'A través de Flandes i la Scheldeprijs.

## Palmarès
- 1968
  - Vencedor d'una etapa a la Volta a Bèlgica amateur
- 1969
  - 1r a la Brussel·les-Opwijk
  - Vencedor de 2 etapes de l'Olympia's Tour
  - Vencedor d'una etapa a la Volta a Bèlgica amateur
- 1971
  - 1r al Scheldeprijs
  - 1r a la Fletxa Rebecquoise
  - Vencedor d'una etapa de la Volta a Bèlgica
- 1972
  - 1r a la Kuurne-Brussel·les-Kuurne
  - 1r al Gran Premi de Denain
  - 1r al Premi Nacional de Clausura
  - 1r al Circuit de les regions fruiteres
  - Vencedor d'una etapa del Gran Premi de Fourmies
- 1973
  - 1r al Premi Nacional de Clausura
  - 1r al Gran Premi de València
  - Vencedor d'una etapa al Giro d'Itàlia
  - Vencedor d'una etapa de la Volta a Suïssa
- 1974
  - 1r a la Fletxa de Haspengouw
  - Vencedor d'una etapa al Tour de Romandia
- 1976
  - 1r al Circuit de les tres províncies
- 1978
  - 1r a la Nokere Koerse
  - 1r a la Gullegem Koerse
  - 1r al Circuit de Bèlgica central
- 1979
  - 1r als Tres dies de La Panne
  - 1r a l'A través de Flandes
- 1980
  - Vencedor d'una etapa als Tres dies de La Panne

### Resultats al Tour de França
- 1973. 66è de la classificació general
- 1974. 63è de la classificació general

### Resultats al Giro d'Itàlia
- 1973. Abandona (9a etapa). Vencedor d'una etapa

### Resultats a la Volta a Espanya
- 1972. Fora de control (5a etapa)